# Silmäjärvi (sjö i Finland)
Silmäjärvi är en sjö i Finland. Den ligger i kommunen Kittilä i landskapet Lappland, i den norra delen av landet, 900 km norr om huvudstaden Helsingfors. Silmäjärvi ligger 197,5 meter över havet. Arean är 1,1 kvadratkilometer och strandlinjen är 6,05 kilometer lång. Sjön  ingår i Kemi älvs huvudavrinningsområde.   Den ligger vid sjön Muotkajärvi.